# Kyle Gibson
Kyle Gibson (Los Angeles, 22 mei 1987) is een Amerikaans basketballer die doorgaans als shooting-guard speelt. 

## Carrière
Gibson speelde tijdens zijn studies bij de Louisiana Tech Bulldogs. In 2010 werd hij niet geselecteerd in de NBA Draft. In 2011 maakte hij de overstap naar Canton Charge in de NBA Development League, waar Gibson in de zomer van 2013 werd weggeplukt door het Italiaanse Pistoia Basket 2000. Na één seizoen maakte hij al de overstap naar Virtus Roma. In de zomer van 2015 verruilde Gibson Roma voor het Belgische Telenet Oostende.

## Palmares

### Club
Telenet Oostende
- 2016: Beker van België
- 2016: Belgisch landskampioenschap